# باشگاه فوتبال یونیورسیتاریو
باشگاه فوتبال یونیورسیتاریو ده دپورتس (اسپانیایی: Club Universitario de Deportes‎) یک باشگاه فوتبال در شهر لیما، پرو است که در سال ۱۹۲۴ تاسیس شده‌است.
از افتخارات این باشگاه میتوان به کسب ۲۶ قهرمانی در لیگ دسته اول فوتبال پرو و یک نایب قهرمانی در جام لیبرتادورس اشاره کرد.